# Asian 5 Nations Division 2 2011
El Asian 5 Nations Division 2 de 2011 fue la sexta edición del torneo de tercera división organizado por la federación asiática (AR).
El campeonato se disputó en la ciudad de Bangkok, Tailandia.

## Equipos participantes
- Selección de rugby de China Taipéi
- Selección de rugby de India
- Selección de rugby de Irán
- Selección de rugby de Tailandia

## Desarrollo

### Semifinales
| 4 de junio | Tailandia | 37 - 24 | India |  |  |

| 4 de junio | China Taipéi | 34 - 31 | Irán |  |  |

### Tercer puesto
| 7 de junio | Irán | 30 - 19 | India |  |  |

### Final
| 7 de junio | Tailandia | 10 - 22 | China Taipéi |  |  |

| Bandera de China Taipéi               |
| Campeón de la División 2 China Taipéi |
| Primer título                         |